# Charles Kieffer
Charles Kieffer (fl. XX secolo) è stato un calciatore lussemburghese, di ruolo attaccante.

## Carriera

### Nazionale
Venne convocato dalla nazionale lussemburghese che partecipò ai Giochi olimpici di Anversa, tuttavia non disputò neanche una partita.